# Treherbert
Treherbert è un centro abitato del Galles, situato nel distretto di contea di Rhondda Cynon Taf.